# 푸루
푸루(중국어: 腐乳, 병음: fǔrǔ) 또는 더우푸루(중국어: 豆腐乳, 병음: dòufurǔ)는 발효된 두부이다. 맛과 식감이 치즈와 비슷하기 때문에 "중국 치즈"로 불리기도 한다.

## 만들기
두부를 악티노무코르 엘레간스, 털곰팡이(무코르 수푸, 무코르 로욱사누스, 무코르 우투옹키아오, 무코르 라케모수스), 리조푸스 등 곰팡이로 발효한 다음 다시 소금과 여러 가지 향신료를 더해 절여 만든다.

## 쓰임새
짠맛이 있어, 푸루나 푸루 즙을 요리에 넣어 쓴다.

## 같이 보기
- 취두부